# 統合教育
統合教育（とうごうきょういく）とは、健常者と障害者を同じ場所で教育すること。外来語では「インテグレーション」や「メインストリーミング」(英語版を参照、メインストリーミングは、インテグレーションのアメリカ合衆国での呼称、アメリカ合衆国ではインテグレーションは白人と黒人の間の関係改善をいうため)などが相当する。

## 概要
「インクルージョン」と混同されやすいが、統合教育は、予め健常児と障害児を区別した上で、同じ場所で教育する。一方、インクルージョン教育は、障害の有無にかかわらず、一人一人の教育的ニーズに応じた教育を意味する。健常と障害との境は簡単に区切れるものでなく、障害が連続性を持っていることが明らかになってきた現在、これからは、分離教育でも統合教育でもない、両者を弁証法的に止揚したスペシャル・ニーズ・エデュケーションが時代の要請であるとの声がある。
日本では、1979年の養護学校義務化が大きなポイントである。それ以前は大部分の重度・重複障害児は就学できず、自宅や施設で過ごさざるをえなかった。しかし義務化によって教育の機会を得られるようになった事は大きい。一方で「障害児は養護学校へ」というような分離意識を決定付けたという側面もある。
日本では、普通学校に特別支援教育の専門家を置くことを法的に定めていない。そのため、普通学校に在籍するにあたっては、専門機関等との連携を図りながら、適切な教育体制を構築する必要がある。現在はそのための財源の確保、教員の専門性の向上、特別支援学級や通級指導教室担当のための免許制度の整備が課題となっている。
いずれにせよ、就学にあたっては、保護者や本人の意向を十分聴取するとともに、子どもの実態や教育環境を見ながら総合的、かつ柔軟に対応することが求められる。その現れの一つが認定就学制度である。
埼玉県東松山市では障害児の就学先を判定する就学支援委員会を廃止し、2008年度より全ての障害児やその保護者が希望する学校へ入れるようにする、全国でも例を見ない方針を打ち出した。
健常者と障害者を分離していたのは日本だけではない。スウェーデンでは、知的障害者などへの強制不妊手術が行なわれており、その判明時にはスウェーデンに福祉国家というイメージが定着していただけに、国外のみならずスウェーデン国内においても大きな驚きをもって受け止められた。不妊手術をされた一人であるオーケ・ヨハンソン(en:Ake Johansson)らが、こういった問題に関して啓蒙活動をしている。

## 特殊教育の段階
- 第一段階:就学義務の猶予・免除-障害児は教育されない。
- 第二段階:バリアフリー（障壁のない）な教育・特殊教育-障害児だけのための教育・健常児に準じた教育
- 第三段階:交流教育
- 第四段階:インテグレーション（統合教育）-ノーマライゼーションの一種・ユニバーサル
- 第五段階:メインストリーミング（制限の少ない環境での教育）[要出典]
- 第六段階:インクルージョン（万人のための教育）-特別支援教育

インテグレーションは普通「統合教育」と訳されるが、日本語で「統合教育」と言った場合、「インテグレーション」「メインストリーミング」「インクルージョン」の概念が微妙に入り混じる。また、日本では「交流教育」「統合教育」自体、交じり合った概念で使用されることが多い。
上記「特殊教育の段階」はあくまで目安である。

## 問題点
健常者側から見て、障害者と合同で教育されることにより、以下のような懸念点が挙げられる。
- 異常行動による被害。
- 教師等の人的リソースが障害者のケアに割かれてしまい、結果的に教育の質の低下に繋がる。
- 人的リソースの問題や障害児の保護者側の要望で「友達」が欲しいということから、本来大人の介助者をつけるべき状況であるにもかかわらず、特定の健常者を世話係として教師などが任命し、日常的な介助をさせられているケースも多い。
- 上記の事が原因で、障害者排除の思想を持つ生徒が生まれる懸念。

障害者側から見た場合の懸念点も存在する。
- 一人だけ孤立する可能性がある事。
- 障害者がいじめや嫌がらせに遭いやすい事。
- 特別支援学校の存在およびそこへ通う児童生徒を「レベルの低い学校」「レベルの低い人間」と解釈するなど新たな差別が生み出される可能性。
- 障害者に必要なスキルを十分に学べない。
- 支援学校とは違い就職支援をしてもらえない。

杉山登志郎は、このような状況を、理解できない外国語で行われて意見も求められるような会議に毎日8時間以上出席させるような状況と例え、このような状況であれば障害者のためにならないと批判している。
教師側から見ての問題
- 免許を取得する為の履修科目や実習では、障害者を指導する事を十分に学べていない。
- 障害者の指導を前提とした支援学校と違い、障害者を指導する目的で教員になった者は少ない。
- 上記の事で不満やストレスを抱え、平等な教育ができない可能性がある。